# 医療滞在査証
医療滞在査証（いりょうたいざいさしょう）とは、日本で入院治療などを受ける外国人患者とその付添人が長期間滞在できるための在留資格である。最長6か月間で、1度このビザを取得すれば3年以内ならば出入国を繰り返すことが可能であるために、手術後の長期入院や通院、けがの治療後のリハビリも可能にである。また、これまで認めていなかった付添人の入国も認められる。施行は2011年1月1日からである。
日本国政府の新成長戦略の一環で、アジアなどの富裕層らを対象とした医療観光の受け入れを後押しし、外国人の長期滞在による経済的な波及効果が狙われている。

## 参照
- 外務大臣会見記録｜平成22年10月8日（金曜日）